# Bonkoro III
Bonkoro III Ukambala (a fonts espanyoles apareix generalment com Boncoro III) fou un rei del poble benga de la zona de Cap de Sant Joan i la badia de Corisco. Va rebre educació dels jesuïtes espanyols que estaven evangelitzant la zona, especialment Fernando Poo.
El seu pare Bonkoro II va morir el 1874 i el va succeir, però uns mesos després els espanyols van abandonar la zona. Donada l'oposició dels bengues al seu govern a causa de la influència espanyola de la que eren enemics, Bonkoro III va marxar amb ells. Va visitar Europa i Amèrica i va servir a la marina de guerra espanyola. No consta la data de la seva mort, però el cert és que l'any 1906 les dues parts del regne es van reunificar sota Santiago Uganda.